# ماسامي فوكوشيما
ماسامي فوكوشيما (18 فبراير 1929، ساخالين - 9 أبريل 1976) كان محرر خيال علمي، مؤلف، ناقد ومترجم ياباني. كأول رئيس تحرير لمجلة SF، لقد ساعد ماسامي فوكوشيما في تعميم الخيال العلمي في اليابان، وأصبح يعرف باسم «شيطان SF». اسمه الحقيقي هو ماسامي كاتو. كما اعتد اسم القلم: كيو كاتو.

## وصلات خارجية
- ماسامي فوكوشيما  على قاعدة بيانات الخيال التأملي على الإنترنت